# Robres del Castillo
Robres del Castillo es un municipio y localidad española de la comunidad autónoma de La Rioja. El término municipal tiene una población de 24 habitantes (INE 2024).

## Historia
Robres es mencionada en los diezmos donados al cabildo de Calahorra en el año 1156. También está en la asignación de la tercera parte de los diezmos que hizo a la mesa capitular de Calahorra su obispo Juan de Préjano en el año 1200. Entre los caballeros de la casa del primer duque de Nájera, Pedro Manrique de Lara, a fines del siglo XV, está Juan de Lezana, señor de la villa de Robres. Perteneció al señorío de los Lizanas, quienes ponían alcalde.
En el Catastro de Ensenada de 1749-1756, aparece nombrado como Robles de Camero. En un punto situado entre los años 1790 y 1801, Robres del Castillo  se integra junto con otros municipios riojanos en la Real Sociedad Económica de La Rioja, la cual era una de las sociedades de amigos del país fundadas en el siglo XVIII conforme a los ideales de la Ilustración.
Hasta la reforma de la nomenclatura municipal de 1916 el municipio se llamaba simplemente Robres. En dicha fecha su nombre fue modificado por el de Robres del Castillo.

### Icnitas
Durante el periodo Cretácico inferior formó parte de una llanura encharcada que se desecaba periódicamente, dejando atrás zonas fangosas en las que las huellas de dinosaurio quedaban marcadas a su paso. Con el tiempo éstas se secaban y cubrían con nuevos sedimentos cuyo peso prensaba las capas inferiores, haciéndolas solidificar en rocas con el paso de millones de años. La erosión ha ido desgastando las capas superiores haciendo visibles muchas de estas formaciones rocosas, permitiendo observar las icnitas.
En el municipio se encuentra el yacimiento de "San Vicente de Robres". Se sitúa junto a la localidad de San Vicente de Robres, entre el barranco del Hayedo y el camino de Jubera. Es de difícil acceso. En él se observan 106 huellas de dinosaurios carnívoros y herbívoros. Aparecen cuatro rastros con huellas de tres dedos de carnívoros grandes, otro de un pequeño carnívoro y dos de herbívoros que caminaban a dos patas. Hay 19 huellas aisladas de diferentes tamaños. Fue declarado Bien de Interés Cultural en la categoría de Sitio Histórico el 23 de junio de 2000.

## Demografía
Cuenta con una población de 24 habitantes (INE 2024).
| Gráfica de evolución demográfica de Robres del Castillo entre 1842 y 2021 |
| |
| Población de derecho según los censos de población del INE Población de hecho según los censos de población del INEEn estos censos se denominaba Robres: 1842, 1857, 1860, 1877, 1887, 1897, 1900 y 1910 |

### Población por núcleos
| Núcleos               | Habitantes (2001) | Habitantes (2011) | Habitantes (2021) | Notas                     |
| --------------------- | ----------------- | ----------------- | ----------------- | ------------------------- |
| Robres del Castillo   | 13                | 14                | 8                 |                           |
| Buzarra               | 0                 | 0                 | 0                 | Despoblado en el siglo XX |
| Dehesillas            | 0                 | 0                 | 0                 |                           |
| Oliván                | 0                 | 0                 | 0                 |                           |
| San Vicente de Robres | 23                | 16                | 18                |                           |
| Valtrujal             | 0                 | 0                 | 0                 |                           |

## Administración
| Periodo   | Nombre                                      | Partido                             |
| --------- | ------------------------------------------- | ----------------------------------- |
| 1979-1983 | Cirilo Oliván San Miguel                    | UCD                                 |
| 1983-1987 | Cirilo Oliván San Miguel                    | AP                                  |
| 1987-1991 | María Jesús Barrio Galilea                  | Independientes                      |
| 1991-1995 | María Jesús Barrio Galilea                  | Independientes                      |
| 1995-1999 | María Jesús Barrio Galilea                  | Candidatura Independiente de Robres |
| 1999-2003 | Victoriano Martínez Martínez                | PP                                  |
| 2003-2007 | Victoriano Martínez Martínez                | PP                                  |
| 2007-2011 | Juan José Aguado Villamuza                  | PP                                  |
| 2011-2015 | Juan José Aguado Villamuza                  | PP                                  |
| 2015-2019 | Ricardo García Barrio                       | PP                                  |
| 2019-2023 | Ricardo García Barrio / José Ignacio Rincón | PP                                  |

El 30 de julio de 2022 se produjo la dimisión del alcalde y todos los concejales del consistorio robreño, por lo que por primera vez en la historia de la CC.AA. de La Rioja se ha tenido que nombrar una Comisión Gestora del municipio hasta las próximas elecciones locales de 2023.

## Patrimonio
- Ruinas del castillo.
- Ermita de San Sol.
- Ruinas de la ermita de Santa María.
- Puente medieval. Del siglo XVI.

Robres del Castillo
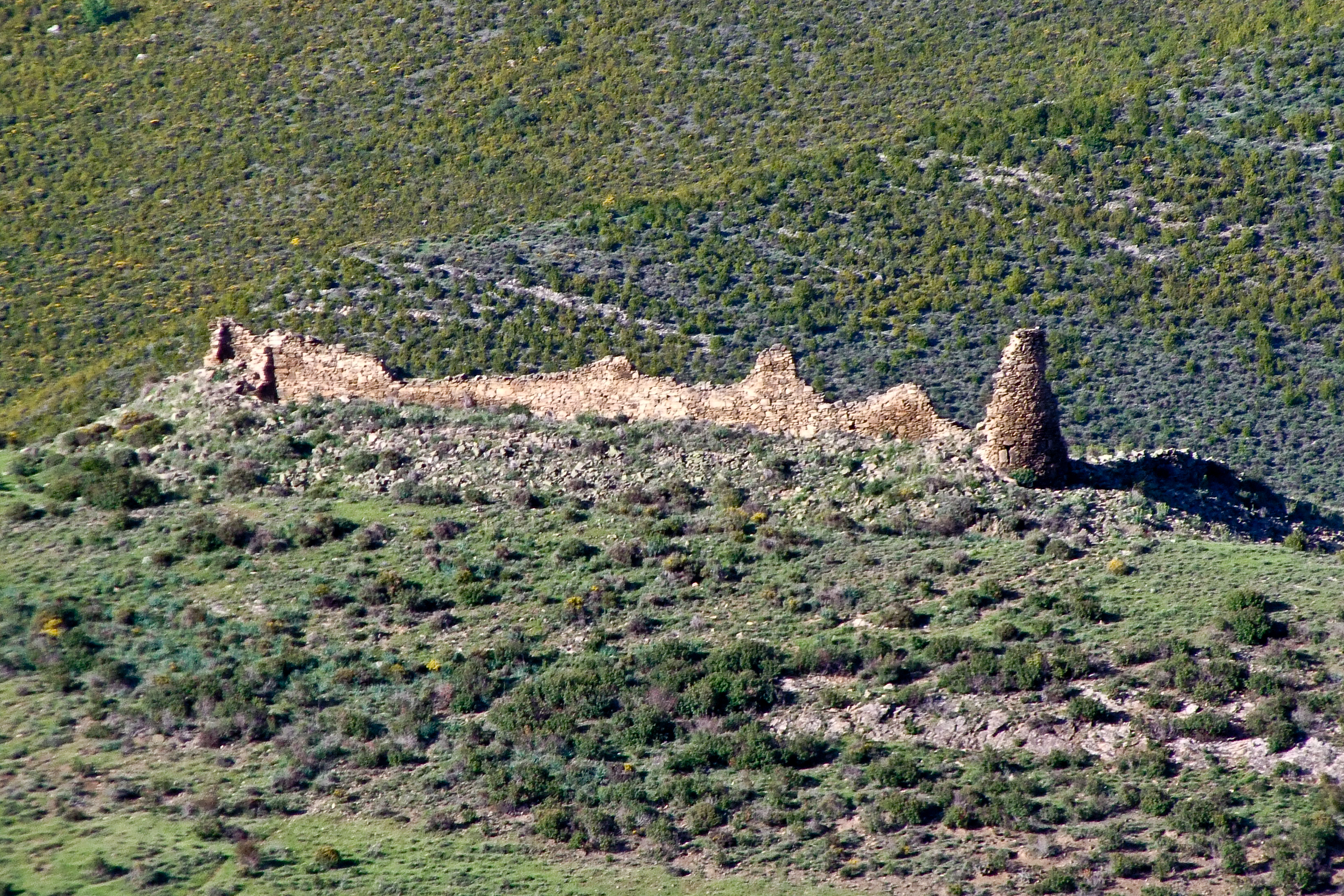
Ruinas del castillo.
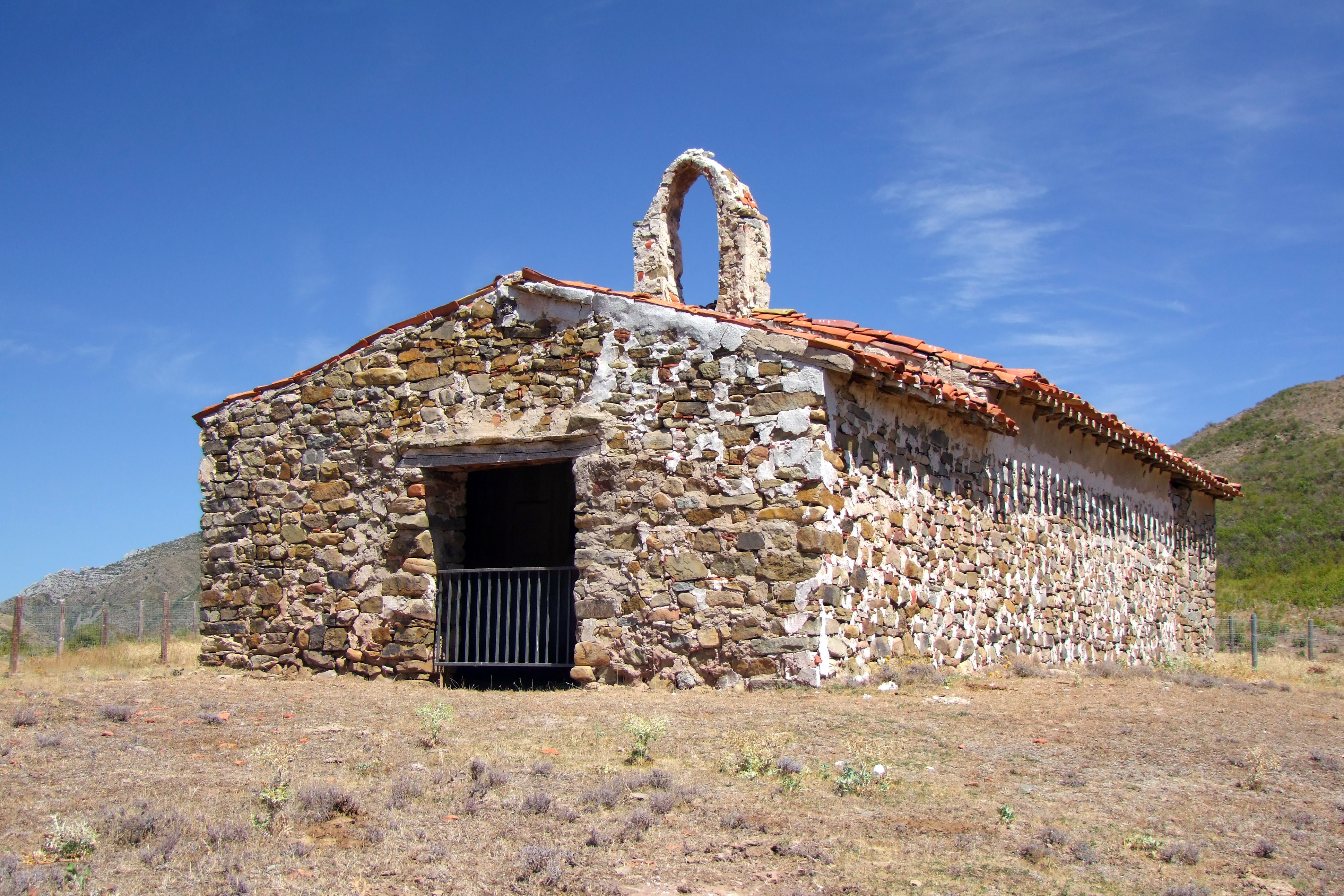
Ermita de San Sol.
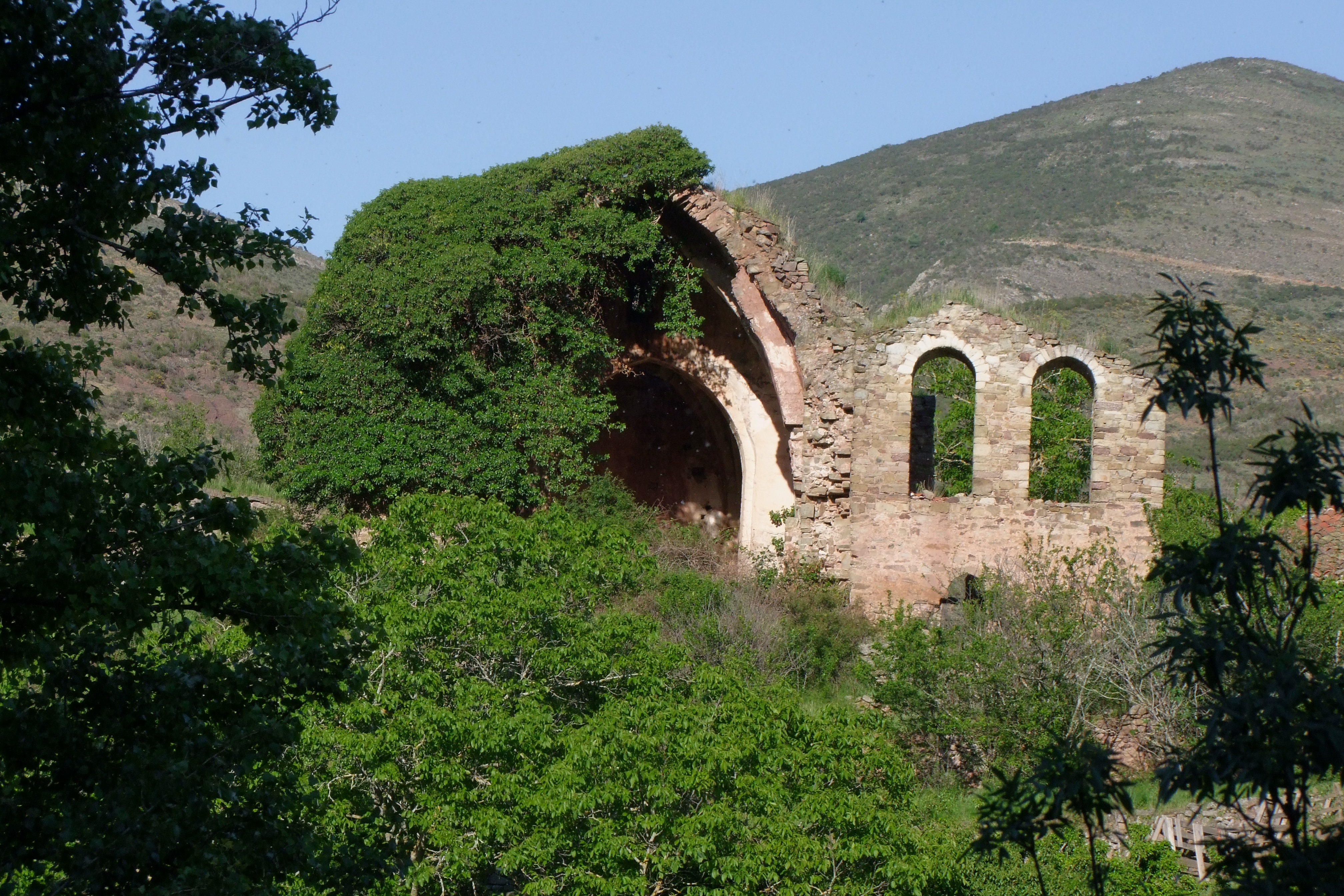
Ruinas de la ermita de Santa María.
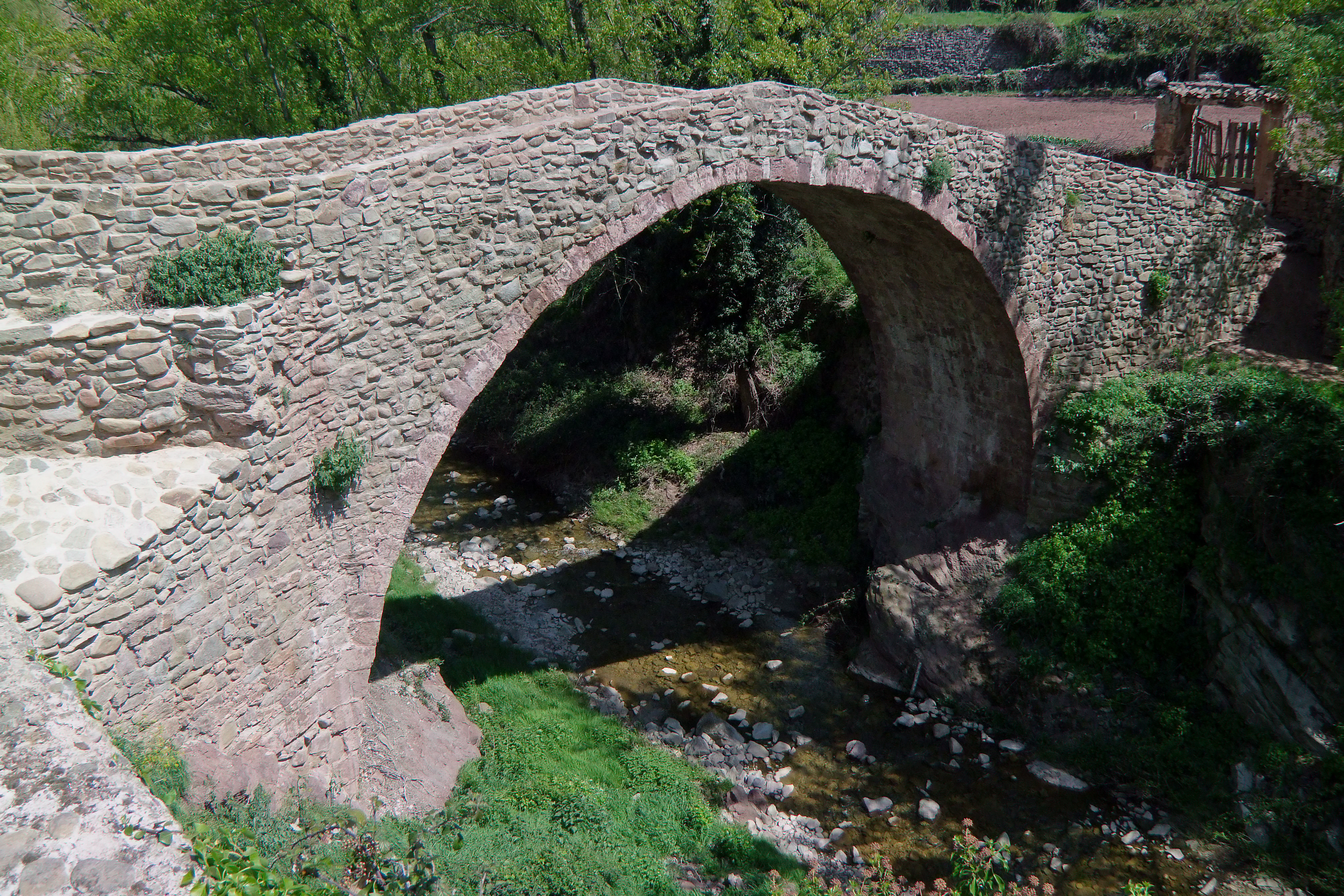
Puente medieval.